# Werdenfelser Tracht

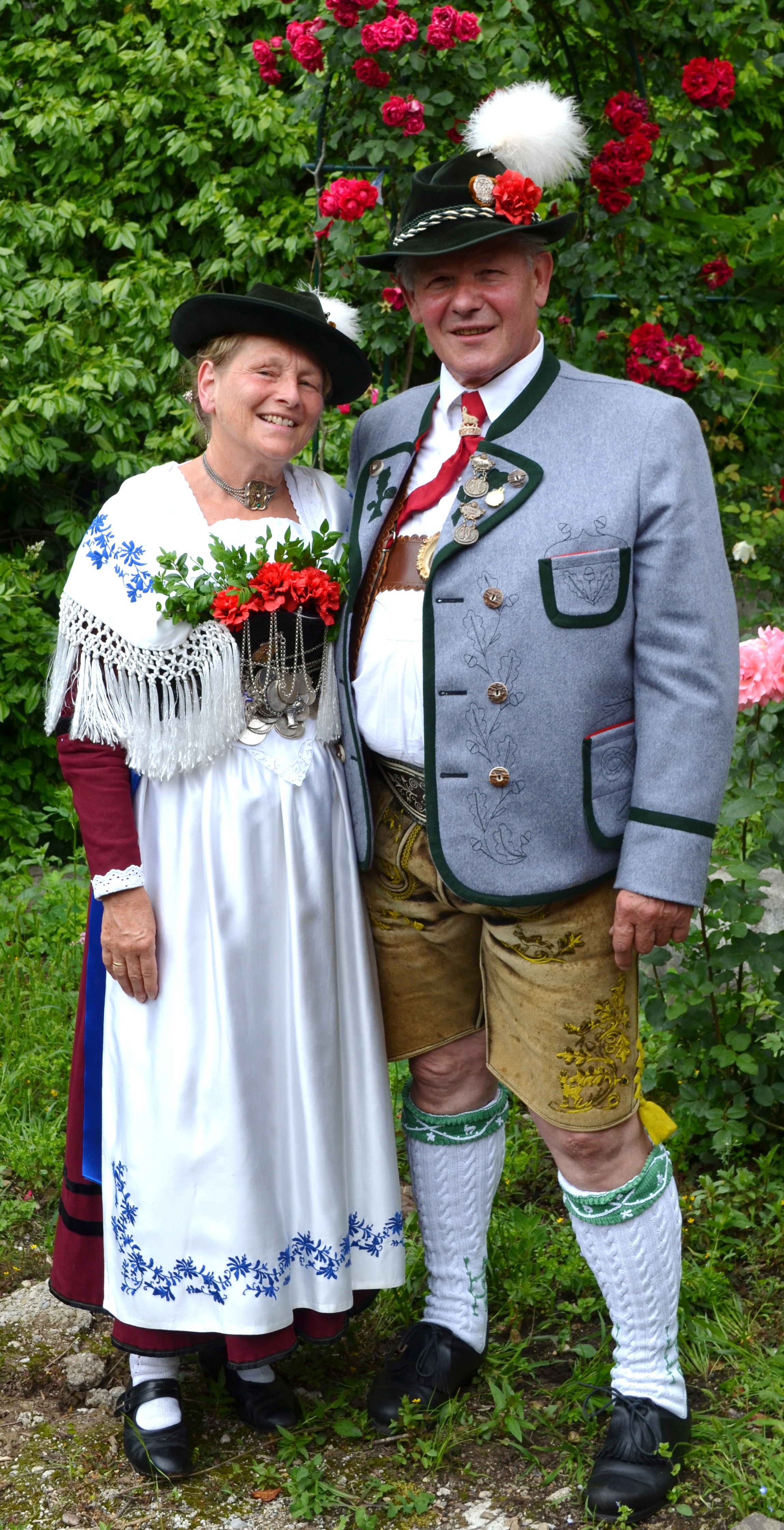
Werdenfelser Festtracht

Die Werdenfelser Tracht ist eine Tracht aus Bayern. Sie ist benannt nach dem Werdenfelser Land, einer oberbayerischen Region, die sich von Mittenwald im Süden bis hin nach Farchant erstreckt. Sie umfasst Teile der Bayerischen Alpen. Die Werdenfelser Tracht zählt zu den oberbayerischen Gebirgstrachten. Sie ist daher der Miesbacher Tracht ähnlich, unterscheidet sich aber in einigen markanten Punkten.

## Bestandteile der Jungen- und Männertracht
Die Männer tragen eine hirschlederne kurze Hose, die grün oder seltener gelb bestickt ist. Die Hosenträger für Festtage, samt Bruststeg, sind meist händisch mit Mustern von Blüten, wie z. B. Enzian, Edelweiß und Almrausch bestickt. Es werden aber auch oft nicht bestickte, lederne, braune Hosenträger mit Federkiel-besticktem Steg getragen. In der kalten Jahreszeit wird in der sogenannten Halbtracht anstatt der kurzen Lederhose eine grau-schwarze Stoffhose getragen (Stresemann). 
Der dunkelgrüne Velourhut ist an Festtagen entweder mit Flaum, Schneidhackl, Gamsbart oder Adlerfeder geschmückt. An gewöhnlichen Tagen werden auch einfachere Hüte aus Wolle getragen. Allgemein sind die Hutformen relativ flach und haben meist zwei bis drei Kordeln als Garnitur. Im Gegensatz zur weiter verbreiteten Miesbacher Gebirgstracht wird keine Weste (Gilet) getragen, der Janker ist meist hellgrau mit aufgesetzten Taschen und grünen Filzapplikationen. Die Krawatten sind meist mehr- statt einfarbig.

## Bestandteile der Frauen- und Mädchentracht
Zur Tracht der Dirndl und Frauen gehören das Leiblgwand bzw. Spenzergwand mit langem Arm mit gleichfarbigem Rock mit weißer Bluse und Schürze, Schultertuch und weiße Seidenstrümpfe und schwarze Leder-Trachtenschuhe. Die typischen Farben für Rock und Mieder sind Blau oder Weinrot.
Die Frauen tragen einen dunkelgrünen Hut (häufig ähnlich dem Miesbacher Scheibling) mit Flaum. Geschmückt sind sie mit einer langen Miederkette sowie mit Haar- und Tuchnadeln. Alle Schmuckstücke sind aus Silberstahl. 

## Beleg
1. ↑  Werdenfelser Tracht (Memento vom 25. September 2015 im Internet Archive) auf isargau.de